# Pherecydes zebra tropicalis
Pherecydes zebra là một phân loài nhện trong họ Thomisidae.
Loài này thuộc chi Pherecydes. Pherecydes zebra tropicalis được miêu tả năm 1942 bởi Millot.